# Bürstenschwanz
Der Bürstenschwanz (Pontoscolex corethrurus) ist eine Art der Wenigborster aus der Familie der Rhinodrilidae (bis 2012 zu den Glossoscolecidae gezählt) in der Ordnung der Crassiclitellata (Regenwürmer im weiteren Sinne), die im Hochland von Guayana heimisch ist, doch heute als invasive Art in den Tropen weltweit verbreitet ist.

## Merkmale
Der Bürstenschwanz hat nach der Originalbeschreibung von Fritz Müller einen ziemlich schlanken, weichen und leicht zerreißenden Körper mit einer fast farblosen, durchscheinenden Haut. Deswegen wird die Körperfarbe durch den Darm und die Blutgefäße bestimmt und ist dadurch vorn eher rötlich, in der Mitte eher grau und hinten blass rötlich-weiß. Das Tier hat einen zylindrischen Körper, der sich vom Clitellum nach vorn verjüngt, von daselbst nach hinten aber etwa gleich dick bleibt. Ein ausgewachsener Bürstenschwanz hat etwa 200 bis 250 Ringel, von denen 13 Ringel vor dem Clitellum sitzen und das Clitellum selbst 8 Ringel einnimmt. Der vorderste Ringel hat Längsriefen, und beim Vorstrecken des Kopfes zeigen sich noch zwei weitere vordere Ringel und ein lang gestielter, keulenförmiger Kopflappen. Der Bürstenschwanz erreicht eine Körperlänge von 5 bis 10 cm bei einer Breite von 3 bis 4 mm und einer Körpermasse von 0,4 bis 3,5 mg. Bei ausgewachsenen Tieren zeigt sich am Ende des dritten Viertels der Körperlänge eine stark durchblutete, kräftig gerötete Stelle, die aus 5 bis 10 schmalen und borstenlosen Ringeln besteht.
Die Segmente des Bürstenschwanzes sind mit zahlreichen Borsten überzogen, wobei diese am vorderen Teil des Körpers zarter und hakenförmig gekrümmt sind wie auch in 4 Paaren stehen, während sie hinten sehr kräftig, gerade und bernsteinfarbig sind, in 16 Reihen auf Höckerchen stehen und nicht ganz zurückgezogen werden können. Wegen dieser dichten Borsten am Schwanzende des Ringelwurms gab ihm Fritz Müller den deutschen Namen „Bürstenschwanz“.

## Verbreitung, Lebensraum und Lebensweise
Pontoscolex corethrurus ist im Hochland von Guayana im Norden Südamerikas heimisch. Er ist wie andere Crassiclitellaten ein Bodenbewohner und Substratfresser, der die organischen Bestandteile des verschluckten Substrats verdaut und durch seine Grabtätigkeit für eine Lockerung und Durchlüftung des Bodens sorgt. Laut Schilderung von Fritz Müller von 1857 ist der Bürstenschwanz (damals noch Lumbricus corethrurus) in Itajahy (Santa Catarina) im Süden Brasiliens „der gemeinste der hiesigen Regenwürmer und fast in jeder Scholle urbaren Landes zu finden“. Inzwischen ist Pontoscolex corethrurus in tropischen Regionen rund um den Erdball zu finden, darunter auch auf Hawaii und in einigen subtropischen Regionen wie Florida. Als wichtigste Transportfaktoren durch den Menschen werden der Handel mit Pflanzen und Blumenerde sowie das Anhaften von Eikokons an Schuhsohlen genannt, wobei auch Veränderungen der Ökosysteme durch den Menschen begünstigend für den Regenwurm wirken. Er ist in Prärieböden und auf Ackerland häufig, doch tritt er auch in Primärwäldern auf. Als euryöke Art verträgt er unterschiedliche Bodentypen, Salzgehalte und Feuchtigkeitsgrade des Bodens.

## Entwicklungszyklus
Pontoscolex corethrurus ist wie alle Gürtelwürmer ein Zwitter, bei dem sich zur Paarung zwei Individuen gegenseitig begatten. Es handelt sich allerdings um einen ausgesprochenen r-Strategen, der sich auch durch Parthenogenese, also mit unbefruchteten Eiern fortpflanzen kann. Für die Fortpflanzung benötigt er Temperaturen von 23 bis 27 °C. Mithilfe des Clitellums bildet er zahlreiche farblose, schillernde, annähernd kugelrunde Eikokons, die jeweils nicht mehr als zwei Jungtiere enthalten und etwa 20 bis 40 mg wiegen. Von der Eiablage bis zum Schlupf der Jungwürmer vergehen 20 bis 40 Tage. Diese wachsen in einem fruchtbaren Boden rasch zu Adulttieren heran.